# Третья волна феминизма в Казахстане
В 2010-е годы в Казахстане появился специфический тип женских гражданских инициатив, связанных одновременно с третьей волной феминизма и ЛГБТ-движением. В отличие от традиционных феминистских организаций, данные инициативные группы являются неформальными объединениями и нередко вступают в конфликты с правоохранительными органами. Намного более свободным является положение деятельниц арт-феминизма.

## Организации
- Feminita[1], помимо деятельности в защиту прав женщин, ставит целью создание единой платформы ЛГБТ-инициатив.
- FemPoint[2] ориентирована на поддержку лесбиянок, в том числе адвокацию однополых браков.
- «КазФем»[3] придерживается радикальной левой и анархо-феминистской направленности. «КазФем» отличается от других организаций тем, что в её деятельности могут принимать участие только женщины[4].
- «ФемАстана»[5] — проект из города Астана, что отражено в названии. Не определяют себя в рамках какого-либо конкретного направления феминизма.

## Акции
8 марта 2017 года участницы «КазФем» впервые провели публичную уличную акцию — Женский марш в Алматы. Мероприятие планировалось как ежегодное, однако сперва оно вызвало настороженную реакцию казахстанских властей, а в 2018 году и вовсе было запрещено. Не удалось провести и акцию «Женская историческая ночь», запланированную на начало мая 2017 года. В августе 2018 года «FemPoint» организовала фотосессию на алма-атинском Арбате, посвященный дестигматизации женских менструаций. Фотосессия девушек с гигиеническими прокладками, политыми красной краской и прикрепленными к одежде, вызвал резонанс в социальных сетях. Позже одна из участниц фотосессии Жанар Секербаева (соосновательница «Feminita»), была осуждена за мелкое хулиганство. Жанар Секербаевна и Гульзада Сержан хотели приехать в Шымкент и устроить сходку единомышленниц и единомышленников, но в процессе они подверглись физическим и вербальным нападкам со стороны местных последователей исламского фундаментализма и антифеминистов. На активисток было заведено уголовное дело по статье 387 УК РК «Оскорбление представителя власти».
В сентябре 2019 года от акимата города Алматы впервые был получен положительный ответ о проведении согласованного феминистского митинга. Сам митинг был организован группой «КазФем» при соучастии инициативных групп «Не молчи» и «FemPoint» и состоялся 28 сентября 2019 года. Основной повесткой было искоренение насилия по отношению к женщинам, а главным лозунгом — «Права женщин — права человека». По данным «КазФем», мероприятие посетило около 150 человек. 8 марта 2020 года «КазФемом» совместно с инициативными группами «Феминита», «Фемагора», «Фемсреда» и «Свет» был проведён марш с требованиями криминализации сексуальных домогательств и домашнего насилия. Однако данная акция прошла уже без согласования с городским акиматом. Вскоре две алма-атинские активистки Фариза Оспан и Арина Осиновская были оштрафованы за участие в несанкционированном митинге и мелкое хулиганство.
В 2021 году состоялся первый официальный марш 8 марта, на который было получено разрешение акимата города Алматы. Официальными организаторами марша выступили Эйри Асиева и Жамиля Кассымхан при поддержке организаций «КазФем», «Феминита», «Фемагора», «Фемсреда» и ОФ «SVET». Марш 8 марта стал крупнейшим в истории независимого Казахстана женским шествием — по разным данным, на него собралось от 500 до 1000 человек. Темой марша были «Права и активизм разных женщин», а главным лозунгом стал — «Феминизм спасет Казахстан». В финальной резолюции организаторы требовали обеспечить женщинам разных групп безопасность, равную оплату труда, криминализовать бытовое насилие и бороться с сексуальным насилием:
«У нас всех есть опыт жизни в стране, где мы не чувствуем себя в безопасности и где законы нас не защищают. Но мы делаем все возможное, чтобы изменить это. Женский феминистский марш 8 марта — исторический день борьбы за права всех женщин и девочек. 8 марта — это наш праздник, он нацелен на достижение равных прав и возможностей для женщин в обществе. В независимом Казахстане мы следуем наставлениям одной из первых казахских журналисток, педагогини и феминистки Назипы Кулжановой, которая ещё в 1923 году писала, что свободная женщина сможет продвинуть страну.»

## Арт-феминизм
Как в Казахстане, так и за пределами страны экспонируются работы художниц-концептуалисток Зои Фальковой и Сауле Дюсембиной. В 2017 году Зоя Фалькова организовала в Алма-Ате персональную выставку, анонсированную как первая феминистская выставка в Казахстане. Достаточно широкую известность также получили арт-институция «Креольский центр» (тандем художниц Марии Вильковиской и Руфи Дженрбековой, занимающихся перфомансами на темы феминизма и квир-культуры) и арт-коллектив FEMFILMCA (основательница — художница Суюнбике Сулейменова), нацеленный на производство и распространение профеминистских просветительских медиа. В августе 2020 года художница Зоя Фалькова и активистка Эйри Асиева при поддержке Фонда Принца Клауса также запустили первые в Казахстане и Центральной Азии семинары феминистского письма. Как утверждает сайт организаторов, целями запуска курсов феминистского письма стали производство знания, рефлексия, исследования и обсуждения текстуальных практик, гендерной теории и феминистской философии.
В 2016 году в Алма-Ате был запущен TEDxAbayStWomen — первый женский TED. Ежегодный проект, ключевой темой которого является казахстанская женщина, организовывается алматинской предпринимательницей, консультантом по гендерным вопросам и образованию и феминисткой Лейлой Махмудовой. Ежегодно команда TEDxAbayStWomen ищет площадки для трансляции конференции в разных городах Казахстана.
В марте 2018 года феминистки Лейла Махумдова (TEDxAbayStWomen), Суюнбике Сулейменова (FEMFILMCA) и искусствовед Молдияр Ергебеков запустили проект FemAgora — ежегодный фестиваль, посвященный гендерному равенству. Фестиваль, в рамках которого проводятся дискуссии, лекции и кинопоказы, начинается 8 марта и длится три дня.
В 2018 году певица Kalya (Акмаржан Кушербаева) совместно с Фондом ООН в области народонаселения (UNFPA) сняла клип «Қыз тағдыры» (в переводе с казахского — «Женская доля»). Несмотря на то, что певица не позиционирует себя как феминистку, её песня — в целом о стигматизации женщин, которые не соответствуют традиционному патриархальному женскому образу.